# Средиземноморие
Средиземноморието е историко-геогграфска област, включваща басейна на Средиземно море с неговите острови и прилежащите територии на Европа, Азия и Африка. В по-широк смисъл Средиземноморието включва също и планините на Предна Азия (Близкия Изток). Площта му е около 4 млн. km² (заедно с Предноазиатските планини – над 5 млн. km²).

## Природа
Средиземноморието се характеризира със значителната еднаквост на природните си условия, които са свързани преди всичко с разпространението на субтропичния средиземноморски климат. Огромно влияние на всичките компоненти на природната среда оказва Средиземно море. Най-характерната особеност на природата на Средиземноморието са неговите разнообразни ландшафти. Заедно с високите планини, покрити през зимата със сняг, се простират низини с горещ климат, където на много места виреят палми.

### Релеф
Почти цялото Средиземноморие е разположено в пределите на Алпийската геосинклинална област, като повечето от районите му се отличават със значителни неотектонски движения, активна сеизмичност и вулканизъм (вулканите Етна, Везувий, Стромболи). Релефът е предимно планински, с преобладаване на линейно простиращи се нагънати и нагънато-блокови планини, с преобладаващи височини около 1500 m (максимални над 3000 m), редуващи се с плата и хълмисти равнини. Широко разпространени са карстовите форми на релефа, като в много райони са развити кристалинни скали, шисти, флиш и др. Само някои периферни райони на Южното Средиземноморие (северната част на Африкано-Арабската платформа) се характеризират с платформен режим и преобладаващи равнини.

### Климат
Формирането на климата и ладшафтите на Средиземноморието в значителна степен са обусловени от бариерната на мощните планински вериги (Пиренеи, Алпи, Стара планина), ограничаващи цялото Средиземноморие от север. Климатът се отличава с горещо, сухо и слънчево лято, прохладна и дъждовна зима (в Източното Средиземноморие максимумът на валежите се премества през пролетта). Средната януарска температура е от 0 – 2°С на североизток до 10 – 12°С на юг, а средната юлска – от 19 – 20°С на север до 28 – 30°С на юг. Радиационният баланс през цялата година е положителен, който обуславя продължителния (над 200 денонощия) вегетационния период със сума на активните температури над 3000°. Годишното количество на валежите в равнините съставлява 300 – 400 mm, в планините – до 3000 mm, а във вътрешните плата – 300 – 1000 mm. Като цяло сумата на валежите намалява от север на юг и от запад на изток. Дефицит на влага се усеща през топлото полугодие в течение на 1 – 6 месеца (в някои райони на Африка и Близкия изток – през по-голямата част от годината), което предполага необходимостта от изкуствено напояване. През зимата устойчива снежна покривка се образува само високо в планините. За много райони са характерни местните ветрове бора, мистрал, сироко и др.

### Води, почви
Основните реки Ебро, Тибър, По, долното течение на Рона и Нил имат предимно дъждовно подхранване с пълноводие през зимата и лятно маловодие, а водите им широко се използват за напояване. Внезапните поройни дъждове често причиняват наводнения. През лятото голяма част от по-малките реки пресъхват.
На повечето места се срещат кафеникави почви, които се характеризират с висока карбонатност и значително съдържание на хумус. В планините почвите също са предимно кафеникави, като във височина често се сменят с планински кафяви горски. Средиземноморието представлява класическа област за проявлението на почвената ерозия.

### Растителност
Растителната покривка на Средиземноморието е силно изменена от хилядолетната човешка дейност. Преобладават вторичните формации от храсти и твърди и жилави треви – маквис, гарига, фригана и др., възникнали предимно на местата на унищожените твърдолистните гори. Остатъци от гори, съставени от каменен и корков дъб, пинии и алепски бор, а в планините – от бор, ела и летен дъб са се съхранили само в отделни участъци. Значителни площи са заети от камениста пустош. В планините на Средиземноморието се проявява височинната зоналност. В предпланинските и крайбрежните равнини преобладават културните ландшафти, като през хладния сезон узряват пшеница, ечемик, кореноплодни, а през топлия – царевица, тютюн, памук. Широко разпространение имат лозята, цитрусовите култури, маслините. В долните части на планинските склонове ландшафтите са заети предимно със средиземноморска храстова растителност, нагоре се разполагат гори, а още по-нагоре – често участъци от субалпийски и алпийски пасища.

### Животински свят
Животинският свят на Средиземноморието е разнообразен, като основно принадлежи към Средиземноморската зоогеографска подобласт, но е силно обеднял като брой и видове в резултат от човешката дейност. От големите бозайници преобладават видовете, обичайни за Холарктичната област (вълк, чакал, лисица, пор, видра и др.), но се срещат и африкански елементи (представители на семейство виверови, бодливо свинче). В Средиземноморието зимуват множество птици, обитаващи през лятото централните, източните и северните части на Европа. Големи части от фауната и естествените природни ландшафти се охраняват в резервати и национални паркове. Във водите на Средиземно море се развива риболова (тон, сардина и др., ракообразни и мекотели).

### Различия
Заедно с честите сходства в природата на Средиземноморието се наблюдават и съществени различия, обусловени от голямата му площ, разчленеността на северните и южните му части, експозицията на планинските склонове и други причини. Териториите, отнасящи се към северното крайбрежие на Средиземно море, се отличават с относително равномерно разпределение на атмосферните валежи през цялата година и сравнително малка продължителност на сухия период. В растителния и животинския свят значителна роля играят видовете, свойствени за умерения пояс. По южното крайбрежие на Средиземно море, където условията са много по-аридни, нараства ролята на субтропичните и тропичните видове. Нарастване на аридността се наблюдава и от запад на изток, което е свързано с отслабването на изток на океанското влияние. Големи природни контрасти има и от експозицията на планинските склонове.